# O Tico-Tico
O Tico-Tico foi uma publicação infantil brasileira que circulou de 1905 a 1977. Foi a primeira a publicar histórias em quadrinhos no país.

## História e perfil
A revista O Tico Tico foi lançada pelo jornalista Luís Bartolomeu de Souza e Silva (bisavô do presidente Fernando Collor). Sua primeira edição saiu no dia 11 de outubro de 1905, uma quarta-feira e não em uma quinta como dizia a capa. O modelo seguido pela Tico Tico era o da revista francesa La Semaine de Suzette, personagem que foi publicada pela revista com o nome de Felismina. Era publicada em dois tipos de papel, com quatro páginas coloridas e as restantes usavam no lugar do preto e branco habitual uma combinação de branco com vermelho, verde ou azul. O primeiro exemplar custava 200 réis e como não havia inflação na época a revista permaneceu com esse preço até a década de 1920.
O personagem mais popular da revista, Chiquinho, era uma cópia não-autorizada de Buster Brown, criado por Richard Felton Outcault. Este fato só veio à tona nos anos 1950, quando o plágio foi denunciado por desenhistas de São Paulo.
Outros personagens que faziam muito sucesso foram Reco-Reco, Bolão e Azeitona, criação de Luiz Sá.
Mickey Mouse fez sua estreia em quadrinhos no país em 1930 nas páginas de O Tico Tico e era chamado de Ratinho Curioso.
A maioria dos desenhos era copiada de revistas francesas, mas assim mesmo a revista revelou talentos locais como J. Carlos (que chegou a ilustrar o Mickey Mouse em capas e peças publicitárias), Alfredo Storni, Max Yantok, Edmundo Rodrigues, entre outros, além de trazer alguns veteranos, como o cartunista Angelo Agostini (que desenhou o logotipo da revista).
Além das histórias infantis e passatempos, incluiu temas da História do Brasil e contos literários em capítulos seriados. Algumas obras estrangeiras como as de autoria de Mark Twain (As aventuras de Tom Sawyer), Robert Louis Stevenson (A ilha do tesouro), Júlio Verne (Cinco semanas num balão), Miguel de Cervantes (Dom Quixote), William Shakespeare (Hamlet), Jonathan Swift (Viagens de Gulliver), Daniel Defoe (Robinson Crusoé), entre outros, também foram publicadas. A revista gerou uma série de livros chamada  Biblioteca Infantil d´O Tico-Tico onde foram publicados títulos tais como: "Contos da Mãe Preta", de Osvaldo Orico; "Minha Babá", de J. Carlos; "Papae", de Juracy Camargo; "Pinga-Fogo", o detetive errado, de Luís Sá; "O Circo dos Animais", de Gaspar Coelho e "Um Menino de Coragem", de Leão Padilha. O escotismo foi bastante divulgado na revista com uma coluna redigida por Benjamin Sodré entre 1921-1933.
A revista não teve rival à altura até a década de 1930, quando vários quadrinhos norte-americanos passaram a ser publicados no Brasil, principalmente depois do lançamento do Suplemento Juvenil de Adolfo Aizen em 1934. Ainda na década de 1930, Oswaldo Stoni (filho de Alfredo Storni) e Carlos Arthur Thiré (filho do professor de matemática Cecil Thiré) introduziram tiras de aventura, inspiradas nos modelos americanos.
A revista perdeu ainda mais espaço quando começaram as publicações de histórias de super-heróis em 1939.
Na década de 1950 investiu no humor gráfico, publicando cartuns de artistas como Bosc, Sempé e Jean Giraud (que anos mais tarde ficaria conhecido como Moebius).
A revista deixou de manter a periodicidade semanal em 1957 e após, circulava apenas em almanaques ocasionais até que finalmente foi fechada, em 1977.
Apesar da decadência de seus últimos anos, no geral a revista foi bastante popular, com uma tiragem que variou entre 20 mil e quase 100 mil exemplares, abrangendo várias classes, inclusive a intelectual. O político Ruy Barbosa foi um de seus leitores, assim como o poeta Carlos Drummond de Andrade.
A revista e seu almanaque encontram-se digitalizados a cores pela Biblioteca Nacional no site Hemeroteca Digital Brasileira, com busca de palavra no conteúdo.

## Personagens

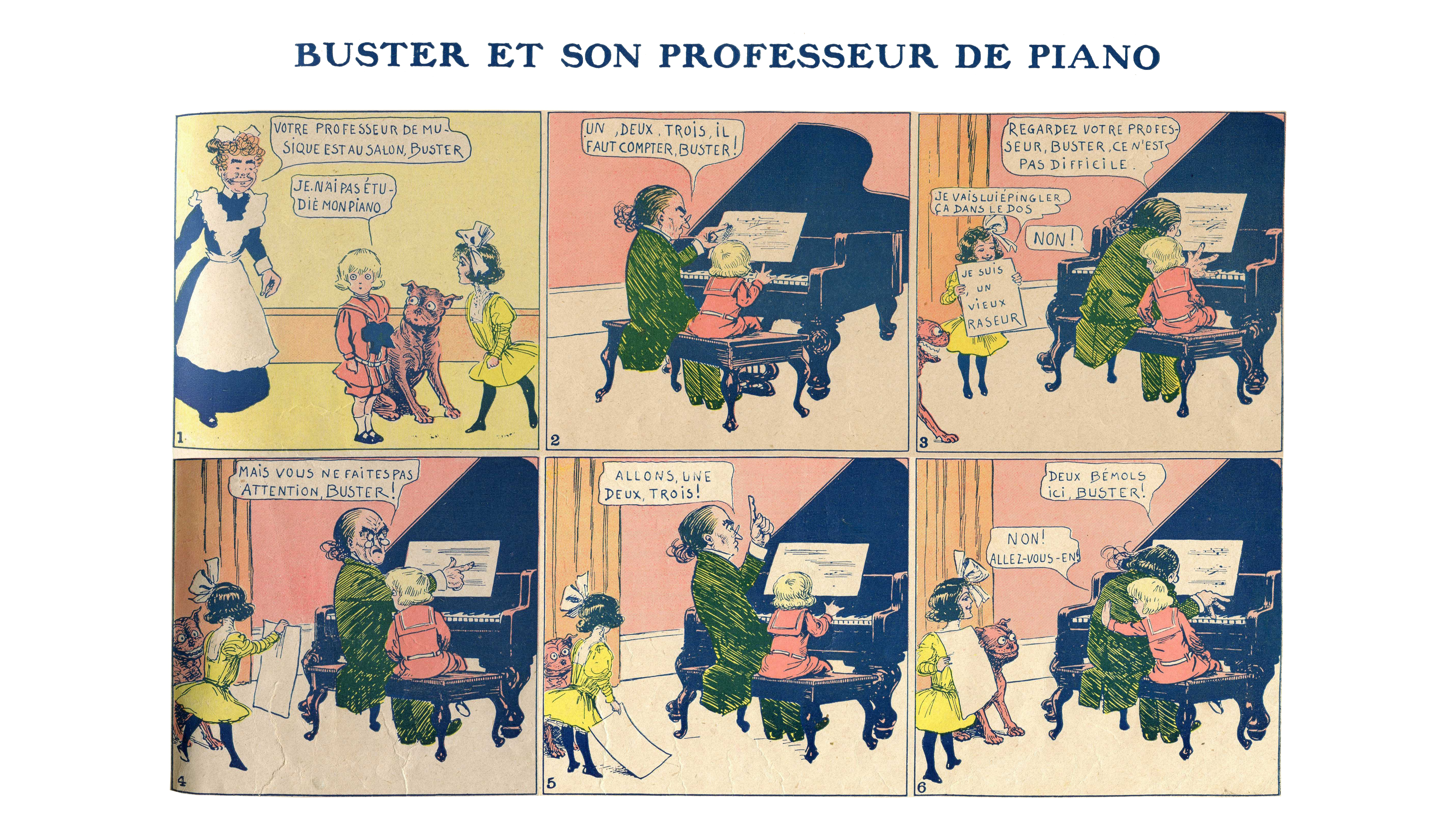
Buster Brown, de Richard Felton Outcault, foi inspiração para o personagem Chiquinho.

O Gato Félix, personagem criado para o cinema, foi publicado na revista.

A revista Tico Tico teve várias publicações ao longo dos anos. Algumas delas eram séries já consagradas no exterior como Mickey Mouse (Ratinho Curioso), Krazy Kat (Gato Maluco), Popeye (Brocoió), Mutt e Jeff, Little Nemo, e vários outros bem como séries criadas exclusivamente na revista, tais como:
Chiquinho, inspirado no personagem americano Buster Brown de Richard Felton Outcault, ele é um garoto de classe média, um dos primeiros a terem características nacionais brasileiras. Ele foi um dos maiores sucessos na época, suas histórias giravam em torno do personagem que era um garoto traquinas em meio a uma cidade típica da época. Posteriormente ganhou coadjuvantes como o negrinho Benjamin e o cachorro Jagunço. Vários artistas trabalharam em meio a ele. Foi adaptado para um curta-metragem de animação Traquinices de Chiquinho e seu inseparável amigo Jagunço lançado pela Kirs Filmes, que atualmente é considerado perdido.
- Lamparina, criação de J. Carlos, contava as travessuras de uma criança negra e careca, com lábios grossos além de um traje selvagem que morava numa cidade do interior brasileiro típica da época e atormentava os adultos. Naquele tempo era comum caracterizar negros em desenhos com lábios grossos e pele preta, coisa que atualmente é considerada como preconceito e racismo.
- Kaximbown, criação de Max Yantok, mostrava um homem calvo, de meia idade e seu empregado Pipoca.[15]